# Peter Palúch
Peter Palúch (né le 17 février 1958 à Ružomberok à l'époque en Tchécoslovaquie et aujourd'hui en Slovaquie) est un joueur de football slovaque (international tchécoslovaque) qui évoluait au poste de gardien de but.

## Biographie

### Carrière en sélection
Peter Palúch participe avec l'équipe de Tchécoslovaquie, à la Coupe du monde de 1990. Lors du mondial organisé en Italie, il officie comme troisième gardien et ne joue aucun match.
Peter Palúch ne reçoit aucune sélection officielle avec l'équipe de Tchécoslovaquie. Il joue toutefois une rencontre, non reconnue officiellement par la FIFA, contre la Malaisie le 13 décembre 1987.